# 第209师团
第209师团（Dai-nihyakukyū Shidan）是日本帝国陆军的一个步兵师团。它的代号是加越兵团（Kaetsu Heidan）。该师团于1945年4月2日在金泽组建。

## 历史
1945年6月19日，第209师团的防御部署基本完成。其下辖第513步兵团驻守在金泽，第514团驻守在富山，第515团被派往岐阜。它的一些其他单位部署在福井鲭江。到1945年8月15日日本投降时，该师团没有进行任何战斗。